# Bærum község
 Bærum község egy község Norvégia Akershus megyéjében. A község adminisztratív központja Sandvika város. Bærum községet 1838. január 1-jén alapították, mára Oslo külvárosa lett a fővárostól nyugatra.
Bærum lakosainak a legnagyobb az átlagos bevétele, és itt a legnagyobb az egyetemet végzettek aránya az egész országban. Bærum, elsősorban a keleti szomszédságai, melyek határosak Oslóval, egyike Norvégia legdrágább és legdivatosabb lakóterületeinek. Ennek következtében Bærum lakóit a norvég köztudatban gyakran sznoboknak sztereotipizálják.

## Általános információk

### Név
A község neve (óészaki nyelven Bergheimr) a berg (jelentése hegy) és heimr (jelentése tanya, farm) tagokból áll. Eredetileg egy, a Kolsås hegy lábánál álló farm neve lehetett. Az óészaki időkben a községet gyakran Bergheimsheraðként emlegették (Bergheimr plébániája/körzete).
A Bergheimur jelentése "sziklák/hegyek világa/otthona".

### Címer
A község címerét 1976. január 9-én fogadták el. A címer egy ezüst mészégető kemencét ábrázol zöld mezőn. Ez a helyi gazdaság elidegeníthetetlen része volt a középkortól egészen az 1800-as évekig. A község területén még ma is találhatók eredeti kemencék.

## Történelem
A mai Bærum területe már a bronzkorban termékeny földterület volt, néhány régészeti lelet a vaskorból származik. A nevet először Sverre norvég király sagájában említik, 1200 körül. Haslum és Tanum területén 12. századi kőtemplom romjai találhatóak.
A Trondheimbe vezető zarándokút, amelyet 1030-ban hoztak létre, keresztülhaladt Bærumön, és bizonyíték van rá, hogy 850-ben a környéken mészégető kemencéket használtak. Slependenben és Sandvikában kikötők működtek az égetett mész szállítására. A mészégető kemencék emléke a község címerében is fennmaradt.
A 17. században vasércet találtak Bærumben, így Bærums Verk területén megépültek az első vasgyárak. A következő évszázadokban a Lysakerelven és a Sandvikselva folyók mentjén papírmalmok, szeggyárak, fűrészmalmok, üveggyárak és téglagyárak épültek. A környéken több gyümölcsöskertet és egyéb ültetvényt tartottak fenn, ezek némelyike még ma is létezik.
Több művész alapozta meg hírnevét Bærumben, elsősorban a Johan Fredrik Eckersberg által működtetett művészeti iskolában. Közéjük tartozik Frits Thaulow, Christian Skredsvig, Harriet Backer, Kitty Kielland, Otto Sinding, Eilif Pettersen, Gerhard Munthe és Erik Werenskiold.
A 20. század közepétől a mezőgazdasági területek átadták helyüket a lakóterületeknek. Ennek ellenére a község területének csupán egyharmada (64 km²) lakott; több mint a fele erdő; közel 17 km² pedig jelenleg is mezőgazdasági terület.
2010-ben Bærum adott otthont a 2010-es Eurovíziós Dalfesztiválnak.

## Földrajz
Bærum domborzatát az Oslo-fjord sziklás partja, míg a szárazföldön észak és kelet felé magasodó dombok uralják, itt erdős területek találhatók. A Kolsås hegy egy természetes központot alkot, de a község területén található a Lommedalen völgy is. A község területén négy nagyobb folyó folyik keresztül: a Lysakerelven, a Sandvikselva, a Lomma és az Øverlandselva. Mind a lakóterületen, mind az erdőkben rengeteg kisebb tó található. A község hivatalos virága a bogláros szellőrózsa.
Bærum része az Oslo Grabennek, a Kolsås porfirból épül fel.
Mivel Bærum területének majdnem kétharmadát erdők borítják, rengeteg lehetőség adódik kültéri tevékenységekre, mint például a síelés, túrázás és horgászat. Az erdők Marka, az Oslót és külvárosait övező erdőegyüttes részei. Bærum területén a Bærumsmarka, Vestmarka és Krokskogen erdők találhatók.
Bærum legmagasabb pontja a Vidvangshøgda (552 méter). A legnagyobb tó a Stoviatnet, területe 0,42 km².

## Gazdaság
Bærum gazdaságában az 1950-es évek óta egyre nagyobb szerepet játszanak a szolgáltatások. A község adójának nagy része Bærum alvóváros voltjának köszönhető.
Norvégia két forgalmas autóútja (az E18-as és az E16-os), valamint egy vasúti vágány keresztezi a várost. Az E18-as mentén egyre több irodaház épül, elsősorban Lysaker környékén, ami csökkentette az Oslo belvárosában található forgalmat.
A Scandinavian Airlines norvégiai székháza Fornebuben, Bærumben található. A Widerøe légitársaság egyik irodája Lysakerben található. A Norwegian székháza Fornebuben áll.
A Partnair, a Busy Bee of Norway, a Braathens és a SAS Braathens irodái is az Oslo-Fornebui repülőtéren álltak. 2010-ben a Braathens irodáját a Norwegian Air Shuttle vette meg.

## Népesség
2009-ben Bærum volt Norvégia ötödik legsűrűbben lakott területe. Az E18-as mentén a lakóterület összeépült Oslóval, a másik irányba pedig Askerral.
Bærum egyben Norvégia leggazdagabb községe, az egy főre jutó átlagos bevétel 2002-ben 370 800 norvég korona volt, szemben a 262 800-as országos átlaggal. Itt a legmagasabb továbbá az átlagos iskolázottsági szint.
Bærum 22 adminisztratív körzetre oszlik, ezek népessége 2005-ben:
| - Østerås-Eiksmarka : 3927 - Hosle észak : 2973 - Voll : 4896 - Grav : 5624 - Hosle south : 4677 - Jar : 5793 - Lysaker : 3439 - Snarøya : 2807 - Stabekk : 6261 - Høvik : 4172 - Løkeberg-Blommenholm : 6863 - Haslum : 5286 |  | - East Bærumsmarka : 1936 - Sandvika-Valler : 4742 - Jong : 2762 - Slependen-Tanum : 7005 - Dønski-Rud : 3186 - Kolsås : 5185 - Rykkinn : 8971 - Kirkerud-Sollihøgda : 3449 - Bærums Verk : 7565 - Lommedalen : 3064 - N/A : 107 |

## Sport
A Stabæk IF a Tippeligaenben, a legmagasabb osztályú norvég labdarúgó-bajnokságban szerepel.
A Høvik IF és Stabæk IF csapatok a legmagasabb bandy-bajnokságban szerepelnek.

## Híres lakosok
- Márta Lujza norvég hercegnő
- Finn Alnæs (1932–1991), író
- Torger Baardseth (1875–1947),  könyvkiadó
- Harriet Backer (1845–1932), festő
- Herman Bang (1857–1912), dán író
- Jo Benkow (1924), politikus
- Gro Harlem Brundtland (1939), politikus, korábbi miniszterelnök
- Hans Petter Buraas (1975), alpesi síző
- Ivo Caprino (1920–2001), rendező
- Magnus Carlsen (1990), sakkozó
- Harald Eia (1966), humorista
- Viktor Esbensen (1881–1942), bálnavadász, felfedező
- Kjell Hallbing (1934–2004), író
- Kitty Kielland (1845–1932), festő
- Claude Monet (1840–1926), festő, 1895 telén két hónapot töltött Sandvikán.
- Fridtjof Nansen (1861–1930), zoológus, felfedező, tudós, diplomata, Nobel-békedíjas, a Népszövetség főbiztosa
- Eilif Peterssen (1852–1928), festő
- Vebjørn Sand (1966), művész
- Jan Tore Sanner (1965), politikus
- Anita Skorgan (1958), énekes
- Bjørn Einar Romøren (1981), síugró
- Tom Hilde (1987), síugró
- Harcharan Chawla (1926–2001), író
- Emilie Haavi (1992), labdarúgó

## Testvérvárosok
- - Frederiksberg, Hovedstaden régió, Dánia
- - Hafnarfjörður, Izland
- - Hämeenlinna, Kanta-Häme, Finnország
- - Tartu, Tartu megye, Észtország
- - Uppsala, Uppsala megye, Svédország